# Nora Goreau
Nora Goreau, de soltera Nora Isabel Arango de Urriola (Ciudad de Panamá, 25 de abril de 1921-Old Waterford, Vermont, 18 de diciembre de 2016), también conocida como "Madre de la Ciencia de los Arrecifes de Coral" fue la primera bióloga marina de Panamá.

## Vida y carrera
Mientras estudiaba en la Facultad de Derecho de la Universidad de Panamá, le ofrecieron una beca para estudiar biología en Estados Unidos. Asistió al Coe College, a la Universidad Estatal de Iowa, a la Universidad DePaúl y realizó una investigación doctoral en neurofisiología en la Universidad de Chicago. Su primer artículo publicado fue en 1949, sobre la inhibición de las deshidrogenasas cerebrales por acetilcolinesterasas. Conoció a su futuro esposo, Thomas F. Goreau, mientras estudiaba en Estados Unidos.
Se mudaron a Jamaica para que su esposo pudiera enseñar en la Facultad de Medicina de la Universidad de las Indias Occidentales. Su trabajo se centró en la anatomía, fisiología, bioquímica e histología de los organismos de los arrecifes de coral que encontró mientras buceaba. Juntos, “completaron una investigación fundamental (en ese lugar), incluida la descripción de la relación simbiótica entre el coral y las algas y fueron pioneros en el uso de equipos de buceo para estudios marinos”.